# Shanzidi (sockenhuvudort i Kina, Yunnan Sheng, lat 26,55, long 103,26)
Shanzidi är en sockenhuvudort i Kina. Den ligger i provinsen Yunnan, i den sydvästra delen av landet, omkring 180 kilometer norr om provinshuvudstaden Kunming. Antalet invånare är 29 498. Befolkningen består av 13 558 kvinnor och 15 940 män. Barn under 15 år utgör 23,0 %, vuxna 15-64 år 68 %, och äldre över 65 år 7,0 %.
Runt Shanzidi är det ganska tätbefolkat, med 149 invånare per kvadratkilometer. Närmaste större samhälle är Gangou, 12,0 km väster om Shanzidi. Trakten runt Shanzidi består i huvudsak av gräsmarker.
Genomsnittlig årsnederbörd är 898 millimeter. Den regnigaste månaden är juli, med i genomsnitt 197 mm nederbörd, och den torraste är januari, med 6 mm nederbörd.